# I Puffi (film)
I Puffi (The Smurfs, conosciuto anche come The Smurfs Movie) è un film del 2011 diretto da Raja Gosnell.
Basato sugli omonimi personaggi creati per i fumetti dal belga Peyo, resi celebri anche dalla serie animata degli anni ottanta prodotta da Hanna-Barbera.
Interpretato da Neil Patrick Harris, Jayma Mays, Sofía Vergara, Tim Gunn e Hank Azaria, con le voci di Jonathan Winters, Katy Perry, Jeff Foxworthy, Paul Reubens, Alan Cumming e George Lopez, il film è prodotto da Jordan Kerner e distribuito dalla Columbia Pictures.
Si tratta del primo film ibrido (grafica computerizzata combinata ad azione dal vivo) basato sul franchise dei Puffi. Dopo cinque anni di contrattazioni, Kerner ottenne i diritti nel 2002 e mise in sviluppo un progetto per il cinema con il sostegno di Paramount Pictures e Nickelodeon Movies, poi trasferito nel 2008 a Columbia Pictures e Sony Pictures Animation.

## Trama
Nel Medioevo, cacciati dal malvagio stregone Gargamella dal loro villaggio nel sottobosco, i piccoli Puffi sono costretti a scappare. Una volta sparpagliati nell'ambiente, Puffo Tontolone si imbatte in una grotta "proibita" e altri cinque Puffi lo seguono. Trattandosi però di un portale magico per un teletrasporto temporale, i nostri amici vengono catapultati dalla loro epoca fino alla nostra: esattamente in mezzo a Central Park, a New York, negli Stati Uniti d'America. Aiutati da una giovane coppia sposata in attesa del primo figlio, Patrick e Grace Winslow, piccoli e disorientati come sono, i Puffi sono bloccati nella Grande Mela e devono infatti sbrigarsi a trovare un modo per tornare nel loro villaggio prima che Gargamella li trovi.

## Personaggi

### Puffi principali
- Grande Puffo - è il più anziano del villaggio dei Puffi. È l'unico vestito di rosso e ad avere la barba ed è anche un piccolo mago. Tratta tutti i Puffi come dei figli e cerca di proteggerli più che può dal perfido Gargamella. Sarà un grande amico per Patrick. È doppiato nella versione originale da Jonathan Winters e in italiano da Gianni Musy, al suo ultimo doppiaggio prima della morte il 7 ottobre 2011.
- Puffetta - è l'unica femmina del villaggio dei Puffi. È stata creata da Gargamella per trovare il villaggio dei Puffi, ma Grande Puffo l'ha fatta diventare buona e gentile. Si affezionerà a Grace.
- Quattrocchi - è il più intelligente tra i Puffi. Tende sempre a dimostrare di essere un sapientone ed è famoso soprattutto per la sua storica frase 'Che è meglio!'.
- Brontolone - si lamenta di nome e di fatto, ma in fondo in fondo nasconde un cuore d'oro, dolce e tenero.
- Tontolone - è il Puffo più imbranato e goffo del villaggio, ma riuscirà a farsi valere, diventando il protagonista del film.
- Coraggioso - non si tira mai indietro davanti al pericolo, porta il kilt e parla con l'accento scozzese, e dice spesso e volentieri frasi tipiche in inglese, tra cui "Great!" dopo azioni particolarmente movimentate e pericolose. È un personaggio creato appositamente per il film e non è apparso nei fumetti e nella serie animata dei Puffi.

### Puffi secondari
- Nelle prime scene volano sulle cicogne Puffo Contadino e Puffo Golosone, da non confondersi con quello della serie animata degli anni ottanta della Hanna-Barbera Productions, in cui i due personaggi dei fumetti originali di Puffo Golosone e Puffo Cuoco (qui rinominato Chef) sono stati fusi in un unico personaggio (cioè Golosone). Il film ripristina i due Puffi originali dei fumetti che sono nettamente distinti. Anche Puffo Contadino viene ricondotto all'aspetto del fumetto in cui, a differenza della serie TV, veste con un cappello di paglia, una salopette verde e un paio di zoccoli.
- Appaiono velocemente anche Inventore (vestito con la salopette blu come nei fumetti), Panettiere con le torte in mano, Pigrone che dorme su una panchina, Pittore che indossa un basco nero e qui fa anche lo scultore (nei fumetti sono due personaggi distinti), Chef che porta le pizze, Burlone, Vanitoso e Forzuto. Sarto appare solo in una delle foto finali con gli spilli sul cappello come nei cartoni animati (a differenza dei fumetti in cui ha un puntaspilli sul braccio).
- Tra i Puffi creati appositamente per il film appaiono brevemente il Puffo Narratore che indossa una giacca verde scuro, un maglione a collo alto e un paio di occhiali meno vistosi di quelli di Quattrocchi. La sua voce, a volte fuori campo, racconta le vicende che avvengono in quel momento; Puffo Svitato suona l'allarme in caso di pericolo, allungando la bocca come se fosse una tromba; Puffo Passivo-Aggressivo che non si vede mai nel film ma viene solo descritto come uno "che sembra sempre tanto gentile, ma quando se ne va ti senti in colpa” (apparirà brevemente nel film I Puffi 2); anche Puffo Complimentoso viene solo descritto come uno "che ha sempre qualcosa di gentile da dire”.
- In alcune scene si possono notare quattro Puffi che indossano rispettivamente una salopette rossa, gialla, verde e blu. I primi due sono stati inseriti anche tra le immagini promozionali dei nuovi personaggi in 3D in cui sono identificati come Red Smurf e Lemon Smurf.

### Umani
- Patrick Winslow - è un pubblicitario realista e sempre sotto pressione. È sposato con la dolce Grace che ama tantissimo e ha una gran paura di diventare papà, ma grazie ai Puffi, soprattutto a Grande Puffo, si godrà meglio la vita.
- Grace Winslow - è la moglie di Patrick, dolce, allegra e positiva. È in dolce attesa e si affezionerà subito ai Puffi, soprattutto a Tontolone e Puffetta, che diventerà la sua migliore "amichetta".
- Odile Anjelou - è la severa capa di Patrick, dall'accento spagnolo  .

### Antagonisti
- Gargamella - il più famoso nemico dei Puffi. È un mago strambo, goffo e crudele con un enorme naso ed è ossessionato dai Puffi, l'unica fonte che gli permetterà di diventare un vero e proprio mago. Ha Birba, un gatto, come unico alleato.
- Birba - è il gatto arancione di Gargamella. È più intelligente del suo padrone, tanto da suggerirgli spesso e volentieri come completare le frasi.

## Produzione
Nel 2002 il produttore Jordan Kerner si assicurò i diritti sulla proprietà de I Puffi, al termine di un ciclo di lunga contrattazione durato per cinque anni, mettendo in sviluppo un lungometraggio in grafica computerizzata e tridimensionale sotto la supervisione di Paramount Pictures e Nickelodeon Movies. Nel 2006, Kerner spiegò come fosse nelle sue intenzioni la realizzazione di una trilogia, per espandere meglio la storia di fondo del personaggio Gargamella:
Le prime immagini animate furono pubblicate in rete a inizio 2008. In giugno, fu annunciato il cambiamento di vertice del progetto, con Columbia Pictures e Sony Pictures Animation nuove proprietarie dei diritti cinematografici, da un accordo con Lafig Belgium. Kerner spiegò che l'interesse della Sony per il film sui Puffi si accese da una conversazione con l'amministratore delegato e presidente Michael Lynton, che seguiva sempre I puffi nei Paesi Bassi. Secondo una proposta di Lynton, il film avrebbe dovuto essere prodotto mescolando azione del vivo e grafica computerizzata. Qualche tempo dopo, David Stem e David N. Weiss (autori di Shrek 2 e Shrek terzo) furono incaricati della scrittura della sceneggiatura, con Raja Gosnell alla regia.
Le riprese iniziarono a New York il 26 marzo 2010. A maggio, alcune scene furono filmate nel quartiere di SoHo a Manhattan. Sempre in maggio, la produzione fu temporaneamente bloccata dopo che un operatore ebbe un incidente nel set costruito in un negozio di giocattoli su Fifth Avenue e 58th Street; poi ricoverato in ospedale.

## Promozione
Il primo trailer è stato pubblicato il 16 giugno 2010, in seguito allegato alle copie di Toy Story 3.

## Distribuzione

### Date di uscita
L'uscita cinematografica nel territorio nordamericano era inizialmente prevista per il 17 dicembre 2010, ma a causa di diversi ritardi è slittata prima al 29 luglio 2011 e da ultimo al 3 agosto 2011.
Nelle sale italiane è uscito il 16 settembre 2011.

### Doppiaggio italiano
- Il doppiaggio italiano e la sonorizzazione sono a cura di CDC Sefit Group
- Dialoghi italiani e direzione del doppiaggio: Marco Guadagno
- Assistente al doppiaggio: Elena Federico
- Fonico di doppiaggio: Fabio Benedetti
- Fonico di mix: Alessandro Checcacci[20]

## Accoglienza

### Incassi
Con un costo di produzione di 110 milioni di dollari, il film ha debuttato alla prima posizione del botteghino, permanendo per più settimane. Solo in Italia ha raggiunto un risultato d'incasso di oltre 11.000.000 Euro, mentre in totale ha raggiunto un incasso di 563.749.323 dollari.

## Altri media

### Cortometraggio
Nel 2011 è stato prodotto il cortometraggio natalizio I Puffi - A Christmas Carol, dove sono state mischiate la tecnica d'animazione in CGI, con la più tradizionale tecnica in 2D. L'episodio è stato allegato alla versione in DVD del film.

### Videogioco
A luglio 2011 è stato distribuito un videogioco per Nintendo DS intitolato The Smurfs.

## Sequel
È stato fatto un seguito a luglio del 2013 intitolato I Puffi 2.

## Curiosità
- A differenza dei fumetti e della serie animata, il villaggio dei Puffi è reso invisibile da una barriera magica, mentre la casa di Gargamella appare a ridosso di un dirupo.
- La scena in cui Gargamella parla alla falena è un riferimento al film Il Signore degli Anelli - La Compagnia dell'Anello.
- In una delle scene finali in cui i Puffi festeggiano Tontolone, i Lemon Smurf con la salopette gialla sono due.
- I doppiatori Fiamma Izzo (Puffetta), Marco Guadagno (Puffo Quattrocchi), Fabrizio Mazzotta (Puffo Tontolone) e Paolo Buglioni (Gargamella) sono gli stessi che hanno dato voce ai medesimi personaggi della serie animata nella versione italiana. Il doppiatore italiano di Grande Puffo, invece è Gianni Musy (voce del mago Gandalf nella trilogia Il Signore degli Anelli e Albus Silente nella saga di Harry Potter), essendo il doppiatore originale più famoso, Arturo Dominici, già deceduto nel 1992. In inglese invece, il doppiatore del Grande Puffo, Jonathan Winters, aveva già dato la voce a Nonno Puffo nel cartone originale.